# Bausch
Bausch, sobrenome alemão, luxemburguês:
- Albert Bausch (1904 – 1944), um oficial alemão
- Andy Bausch (* 1959), ator e diretor luxemburguês [1]
- Dotsie Bausch, née Cowden (º  1973, Louisville, o Lexington), um corredor ciclista americano [2]
- François Bausch (* 1956, Luxembourg), um político luxemburguês [3]
- Friedrich Bausch (1915 – 1971), um oficial alemão
- James (Aloysius Bernard) Bausch (1906, Garden Plain – 1974), um atleta [4]
- Johann Lorenz Bausch, (1605 – 1665), um médico alemão [5]
- (Philippine) "Pina" Bausch (1940, Solingen – 2009, Wuppertal), uma dançarina e coreógrafa alemã
- Richard Bausch (1910 – 1974), um oficial alemão
- Richard Bausch (escritor) (* 1945, Fort Benning), um escritor norte-americano [6]

- a Bausch & Lomb, uma das mais conhecidas e respeitadas empresas de “Healthcare” no mundo